# Црква Светог Ђорђа - Ђуровача у Богдању
Црква Светог Ђорђа - Ђуровача у Богдању, насељеном месту на територији општине Трстеник, припада Епархији крушевачкој Српске православне цркве.
Црква посвећена Светом Ђорђу је у изградњи, подиже се на археолошком локалитету „Ђуровача”, где су приликом археолошких истраживања нађени, осим других пронађених експоната и темељи храма који, према проценама, потичу крајем 17. и почетком 18. века.
Како би се обновила црква, археолози су непосредно крај темеља богомоље открили два гроба. Циљ ових истраживања био је да се установи дубина и структура темеља, габарити и техника зидања.
После добијања неопходних дозвола за изградњу цркве, започети су радови током 2021. године. Новац за обнову цркве донирао је Љубиша Радојевић, док је темељ ове цркве освештан на православни празник Ђурђиц.